# Alcis conversaria
Alcis conversaria là một loài bướm đêm trong họ Geometridae.